# Friedrich Amelung
Friedrich Ludwig von Balthasar Amelung (nacido el 23 de marzo de 1842 en Katharina ( Meleski), de Livonia, Alemania, fallecido el 22 de marzo de 1909 en Riga, Letonia), era un industrial de origen báltico, ajedrecista y escritor.
Amelung provenía de una familia de industriales, trasladándose a finales del siglo XVIII a la provincia de Livonia, hoy de Estonia. Tras graduarse en la escuela secundaria en Dorpat (Tartu), estudió desde 1862 hasta 1864 en la Universidad de Dorpat, Filosofía y Química. Después vivió en varias ciudades del Báltico. En 1902, se trasladó a Riga.
Además de su trabajo en todas las ramas de ajedrez, se ocupó en varias obras de la historia del Báltico.
Los miembros de la familia han sido reconocidos durante mucho tiempo conocido como grandes jugadores de ajedrez. Amelung continuó la tradición familiar. En sus frecuentes viajes a Berlín, encontró una oportunidad para jugar con los mejores maestros alemanes del momento. Entre 1860 y 1877 juega con cierto éxito contra Adolf Anderssen, Gustav Neumann, Carl Mayet y Emil Schallopp. En 1877 ganó contra Andreas Ascharin 05:04 (4, -3, = 2), pero perdió frente a Emanuel Schiffers 04:08 (2, -6, = 4). En cuanto al estudio literario de la partida de ajedrez, Amelung es considerado como el primer historiador del ajedrez del Báltico. Hasta 1901 fue el primer secretario de la Federación de Ajedrez del Báltico.

## Publicaciones
- Baltische Culturstudien aus den vier Jahrhunderten der Ordenszeit (1184-1561), Dorpat 1884 (Nachdruck: Hannover 1971) ISBN 3-7777-0944-1
- Baltischer kulturhistorischer Bilder-Atlas, Dorpat 1886-1887
- Baltische Schachblätter, 8 Hefte (1889-1891; 1893; 1898; 1900-1901), Reprintausgabe, Publishing House Moravian Chess, Olomouc o.J. [2001]
- „Das Endspiel von Thurm gegen Springer“, in: Deutsche Schachzeitung, 1900 (55), S. 1-5, 37-41, 101-105, 134-138, 198-202, 261-266.
- „Das Endspiel von Thurm und Springer gegen die Dame“, in: Deutsche Schachzeitung, 1901 (56), S. 193-197, 225-229.
- „Die Endspiele mit Qualitätsvortheil, insbesondere das Endspiel von Thurm und Läufer gegen Läufer und Springer“, in: Deutsche Schachzeitung, 1902 (57), S. 265-268, 297-300, 330-332.
- „Zum Endspiel der Dame gegen Läufer und Springer“, in: Deutsches Wochenschach, 1903, S. 384
- (zusammen mit Arthur Gehlert) „Der älteste Londoner Schachzirkel in der St. Marinstraße“, in: Deutsches Wochenschach, 1904, S. 29